# Aphodius plasoni
Aphodius plasoni är en skalbaggsart som beskrevs av Kaufel 1914. Aphodius plasoni ingår i släktet Aphodius och familjen Aphodiidae. Inga underarter finns listade i Catalogue of Life.